# Окадзакі Цунеко
Окадзакі Цунеко (7.06.1933) — японська дослідниця в галузі молекулярної біології. Найбільше відома через відкриття фрагментів Окадзакі разом зі своїм чоловіком Окадзакі Рейдзі.

## Біографія
Цунеко народилася 1933 року в префектурі Айті. Її батько працював у шпиталі в приморському містечку Ґамаґорі. Великий вплив на неї здійснили лекції Кіхара Хітоші та інших японських біологів.
Вона поступила до Нагойського університету, який закінчила 1956 року. Того ж року одружилася з Рейдзі Окадзакі. У 1960—1963 роках, навчаючись в аспірантурі цього ж університету, виграла грант Програми Фулбрайта та працювала в США: у 1960—1961 у Вашінгтонському університеті (під керівництвом Джека Стромінгера), а далі в Стенфордському університеті в лабораторії Артура Корнберга.
Після повернення в Японію захистила докторську дисертацію та працювала в Нагойському університеті на посадах асистента професора (1965—1976), доцента (1976—1983) та професора (1983—1997). У 1997—2008 роках була професоркою Медичного університету Фуджита.
У 2004—2007 роках Окадзакі була директоркою Стокгольмського офісу Японського товариства сприяння науці.
Також у 2008—2014 роках очолювала компанію «Chromo Research Inc.» у Нагої.
З 2016 року її обрали Університетським професором Нагойського університету.

### Особисте життя
Має 2 синів: 1963 і 1974 років народження.

## Науковий внесок

Схематичне зображення процесу реплікації. Фрагменти Окадзакі позначені (F), (С) — РНК-праймер.

Найважливішою працею Цунеко й Рейдзі Окадзакі було відкриття фрагментів Окадзакі — коротких фрагментів ДНК у 1-2 тисячі нуклеотидів, що синтезуються при реплікації ДНК на другому, відстаючому ланцюгу ДНК, де подовження має відбуватися в напрямку 3'→5'. Оскільки немає ферменту, який би робив подібний синтез, Цунеко й Редзі припустили, що синтез відбувається в звичайному напрямку 5'→3', але при цьому ДНК-полімераза має постійно «перестрибувати» в напрямку 3'→5', синтезувати фрагмент «задом наперед», а потім знову сідати вище по ланцюгу. Таким чином мали утворюватися короткі фрагменти ДНК, які потім зшивалися б ДНК-лігазою. Альтернативною гіпотезою було існування невідомої ДНК-полімерази, яка б синтезувала ДНК у напрямку 3'→5'. Підтвердилася саме гіпотеза подружжя Окадзакі.
Після смерті чоловіка від променевої хвороби 1975 року Цунеко очолила дослідницьку групу й змогла довести останню частину гіпотези — виділити короткий РНК-праймер, який є затравкою для роботи ДНК-полімерази.
Подальші дослідження Окадзакі були пов'язані зі штучними хромосомами.

## Нагороди та вшанування
Окадзакі є лауреаткою численних наукових та державних нагород:
- Заслужена особа культури[en] (2015)
- Орден Священного скарбу третього класу (2008)
- Медалі Пошани з пурпуровою стрічкою (2000)
- Премія L'Oréal — ЮНЕСКО «Для жінок у науці» (2000)

У 2015 році Нагойський університет заснував Премію імені Цунеко й Рейджі Окадзакі, яку присуджують молодим ученим за внесок у дослідження в галузі біології